# 明打威人

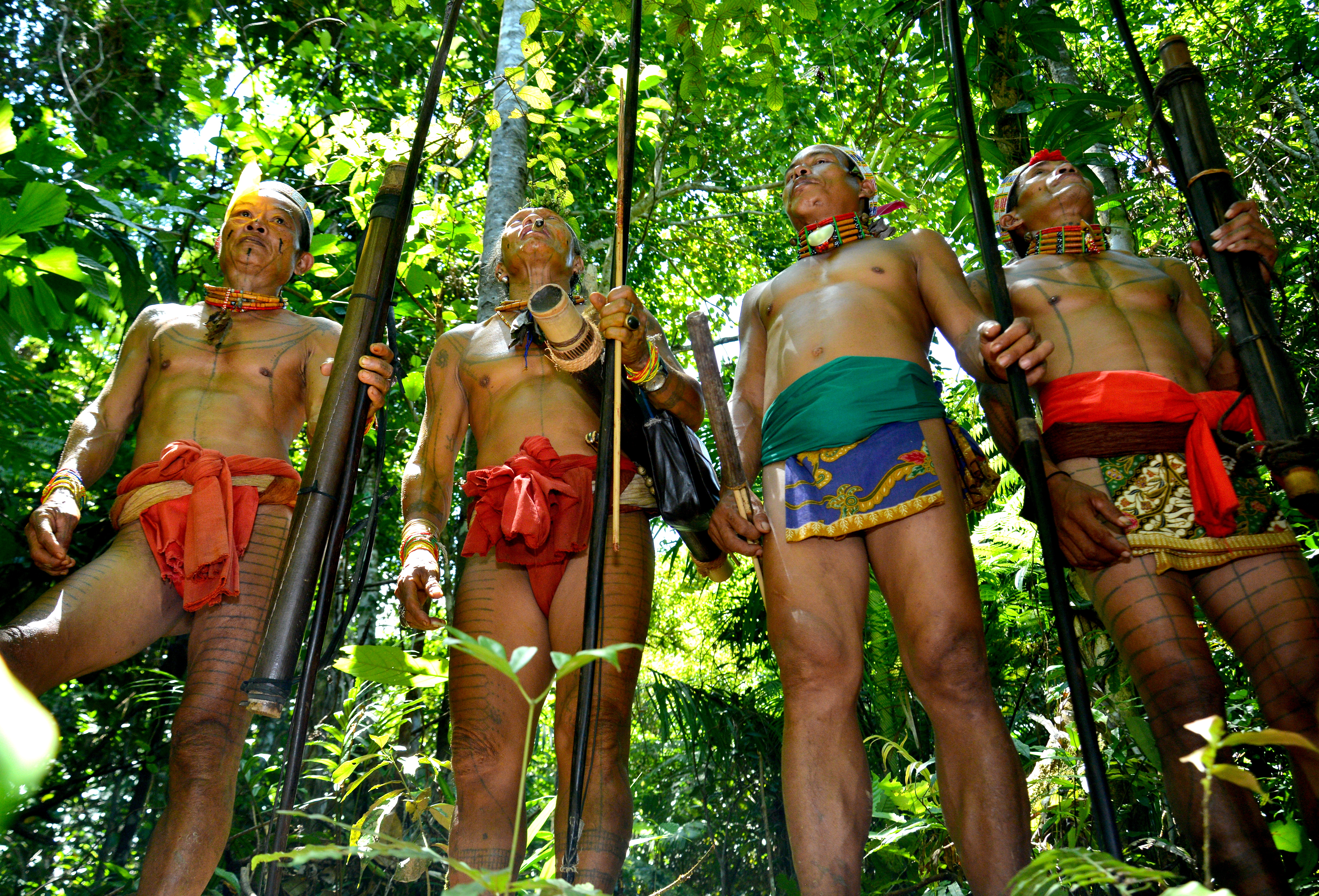

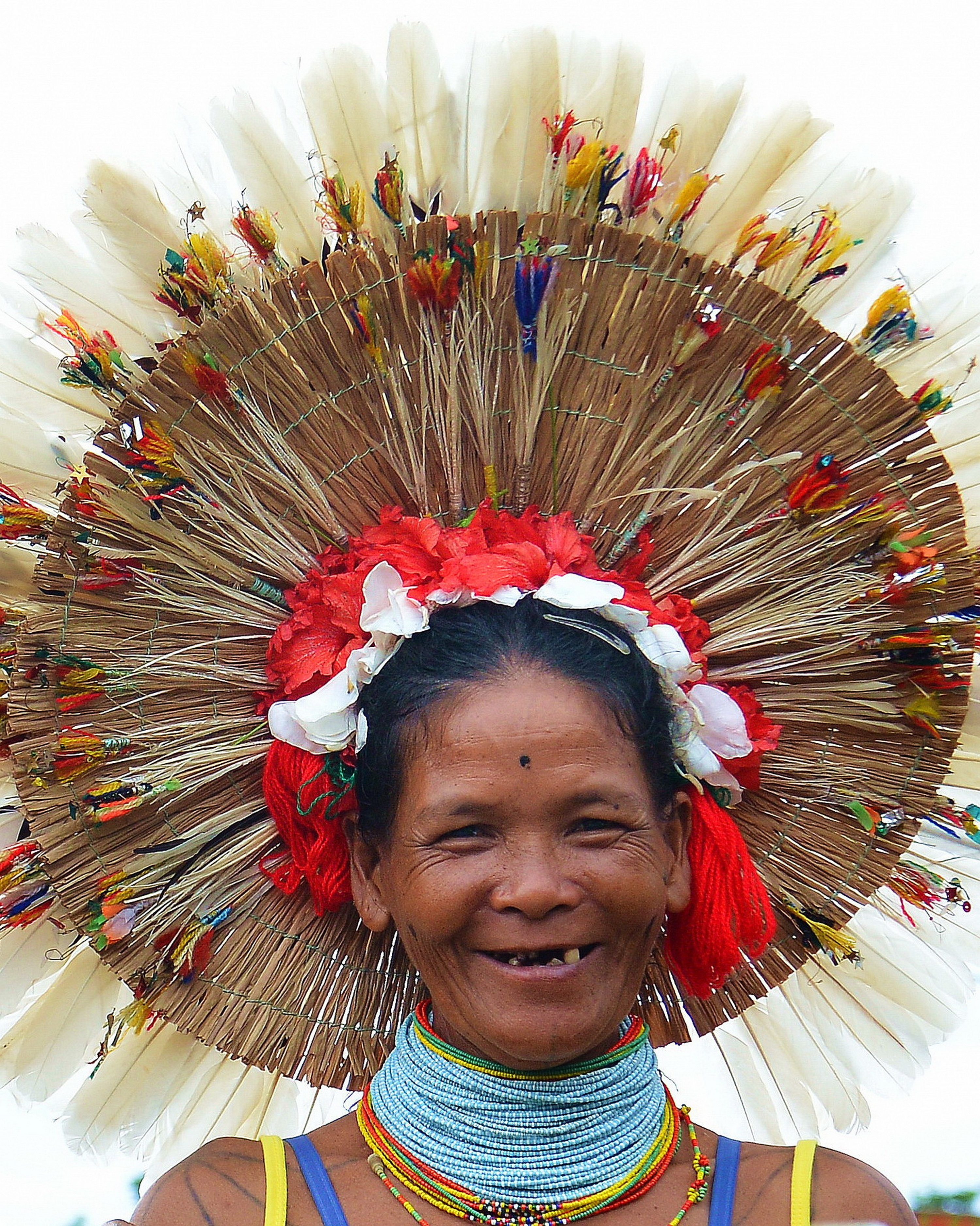

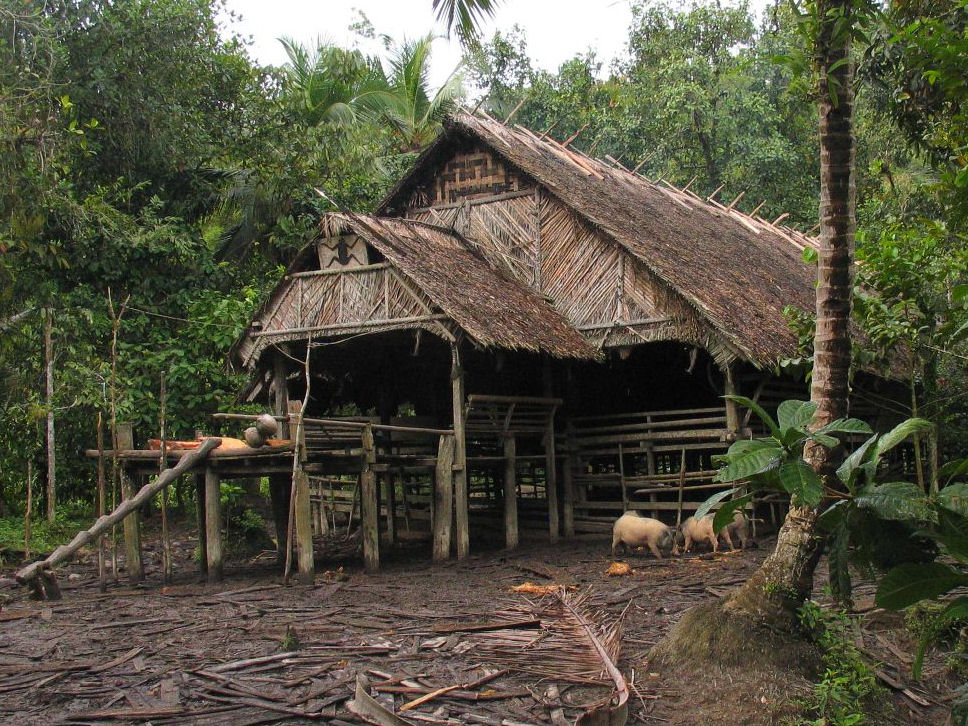

明打威人（Mentawai、Mentawei、Mentawi），是印尼蘇門答臘島以西100里明打威群島上的原住民，人口約64000人。
據記載，明打威部落從北部島嶼尼亞斯島遷移到明打威群島，他們在島嶼沿海和熱帶雨林環境中過著半定居的狩獵採集生活方式(也從事農業)，也是印尼最古老的部落之一。他們幾個世紀以來一直過著與世隔絕的生活，直到在1621年遇到荷蘭人。據信，明打威人的祖先在西元前2000年至西元前500 年之間首次遷移到該地區。明打威語屬於南島語系。
他們遵循自己的萬物有靈論信仰體系，稱為Arat Sabulungan，將祖先精神的超自然力量與熱帶雨林的生態聯繫起來(也有信仰新教)。

## 文化
明打威人住在名為烏瑪的傳統住宅中，這是一座長屋，由竹條編織而成，用草覆蓋屋頂，地板用木柱升起離地，地板由木製成。每個烏瑪都裝飾著他們獵殺的各種動物的頭骨。一個烏瑪可以容納三到四個家庭。拉里普是一個較小的房子，只有一個家庭;魯蘇克是寡婦和單身漢的家。
男士的主要服裝是用桉樹皮製成的纏腰布(赤裸上身)。明打威人在頭髮和耳朵上用項鍊和鮮花裝飾自己。婦女們穿著纏繞在腰間的布料和由棕櫚葉或香蕉葉製成的小無袖背心。出於審美原因，明打威人用鑿子磨牙，很多人也有紋身，表明了他們的角色和社會地位。明打威人相信，這些紋身可以讓他們將物質財富帶入來世，並讓他們的祖先在來世認出他們。
明打威人從事狩獵採集生活，男人獵殺疣豬、雞、鹿和靈長類動物。在狩獵過程中，通常使用狗來發現動物，然後用弓箭和毒箭射殺獵物。婦女和兒童採集野山藥和其他野生食物和水果。他們吃的主要食物是西米，婦女也獵殺小動物。明打威人也飼養豬、狗、雞，有時還養猴子作為寵物。
在獨立前的時代，外國殖民者和其他島民的文化影響有系統地取代或消滅了土著習俗和宗教。在後殖民時代，印尼政府延續了這一政策，1954年頒布法令，禁止萬物有靈論宗教，有效地廢除了紋身和其他習俗。在1950年代，政府開始引入旨在將明打威人融入主流社會的發展計劃。雖然這項政策可能試圖鼓勵社會統一，但實際上，它導致了對明打威人的傳統宗教Arat Sabulungan的鎮壓。在極端情況下，國家政策導致焚燒和破壞用於儀式和儀式目的的文化用具。此外，明打威薩滿，即Sikerei，被強行監禁或脫光衣服並被趕出森林。在印尼伊斯蘭影響下，為了伊斯蘭教的利益，他們被禁止飼養豬，並規定了著裝要求。
自1970年代以來，明打威人多次與印尼政府採取的措施發生衝突，此後一直在努力保護其文化。例如，明打威棲息地的大片區域正在被砍伐，以提取具有國家許可證的棕櫚油。來自爪哇的印尼人移民的增加也使社區受到阻礙，這導致了諸如Transmigrasi專案等計劃，其中20,000名明打威人被印尼政府重新安置。
明打威人在日常學習中也面臨著挑戰。在政府資助的學校里，鼓勵明打威兒童說爪哇語。